# Hægebostads kommun
Hægebostads kommun (norska: Hægebostad kommune) är en kommun i Agder fylke i södra Norge. Kommunens centralort är Tingvatn. Angränsande kommuner är Kvinesdal i väster, Åseral i nordöst samt Lyngdal i öster och söder.

## Administrativ historik
Hægebostads kommun upprättades den 1 januari 1838 (som Hegebostad formannskapsdistrikt) när Formannskapslovene från 1837 trädde i kraft. Kommunen hade då samma omfattning som nuvarande Hægebostads kommun.
Den 1 januari 1916 bröts Eikens kommun ut ur kommunen som då minskade från 1 799 invånare före delningen till 867 invånare efter. Den återstående delen omfattade den södra delen av nuvarande Hægebostads kommun (Hægebostads socken).
Den 1 januari 1963 gick Eikens kommun åter upp i Hægebostads kommun. Kommunen ökade då från 813 invånare före sammanslagningen till 1 597 invånare efter.

## Geografi och befolkning

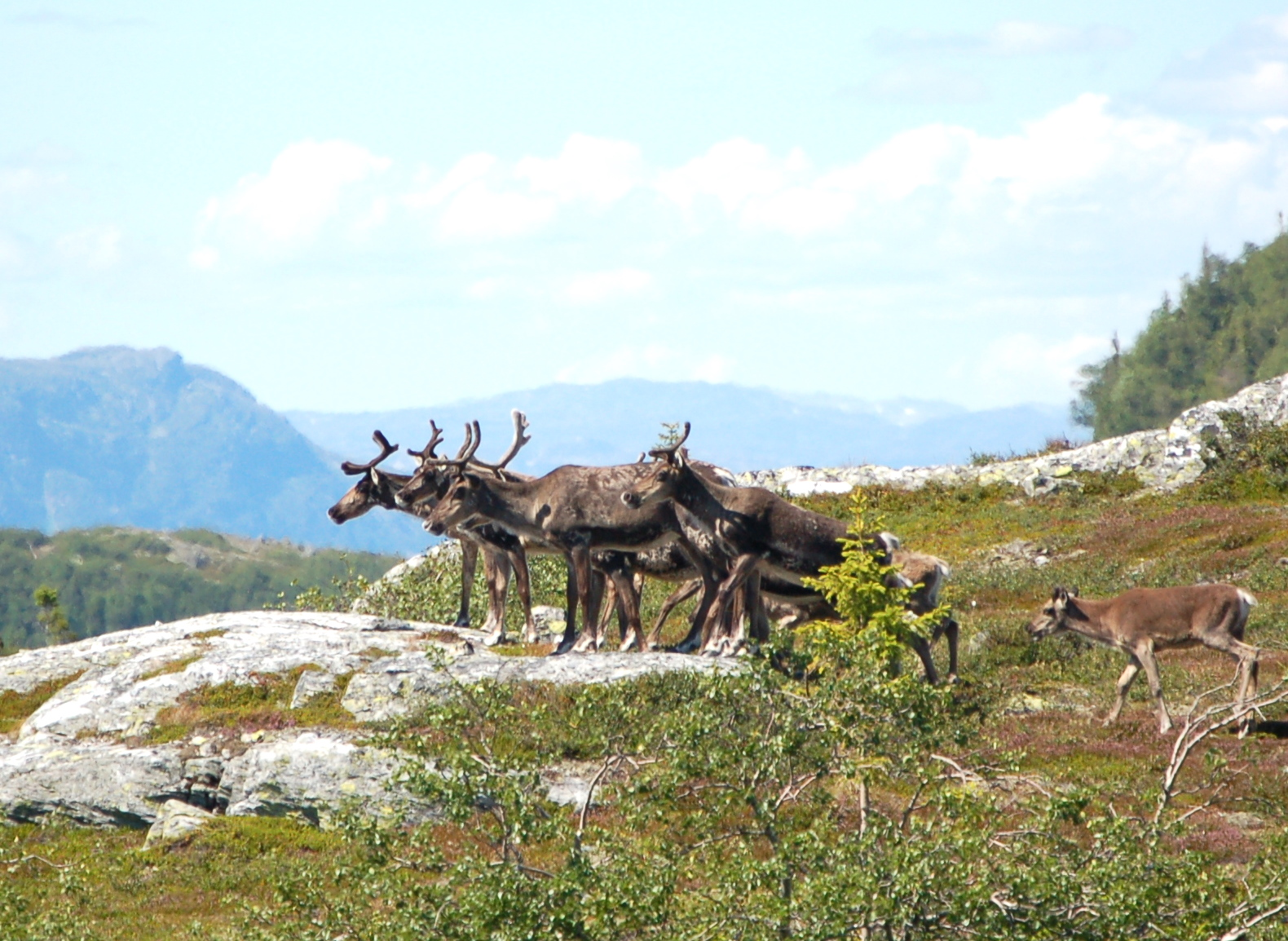
I den norra delen av kommunen betar landets sydligaste vildrensstammar.

Hægebostads kommun har ungefär 1 800 invånare. Utöver dessa finns omkring 800 stugor i kommunen. Floden Lygna rinner från nord till söder genom kommunen, och som en följd av kalkning har floden och tillhörande vattnet gott om fisk. Totalt finns det 988 vattendrag i kommunen.
Kommunen har ett rikt djurliv med älg, bäver, rådjur, hare, ripor, örn och lodjur. I kommunens nordligaste delar betar landets sydligaste vildrensstammar.
Meteorologisk institutt, Avinor och Statens vegvesen driver tillsammans en stor väderradar på Staksteinliknuten (631 m ö.h.) i Hægebostad. Radarn stod färdig år 2000 och täcker Norges sydliga delar och de närliggande havsområdena.

## Kommunikationer
Fylkesväg 42 går genom kommunen i riktning öst-väst, och fylkesväg 43 som går i sydlig riktning är förbunden med Europaväg 39. Sørlandsbanan stannar vid Snartemo station i den södra delen av kommunen. Stationen ligger mitt emellan två av de längsta järnvägstunnlarna i Norge, Kvinesheitunneln och Hægebostadtunneln.

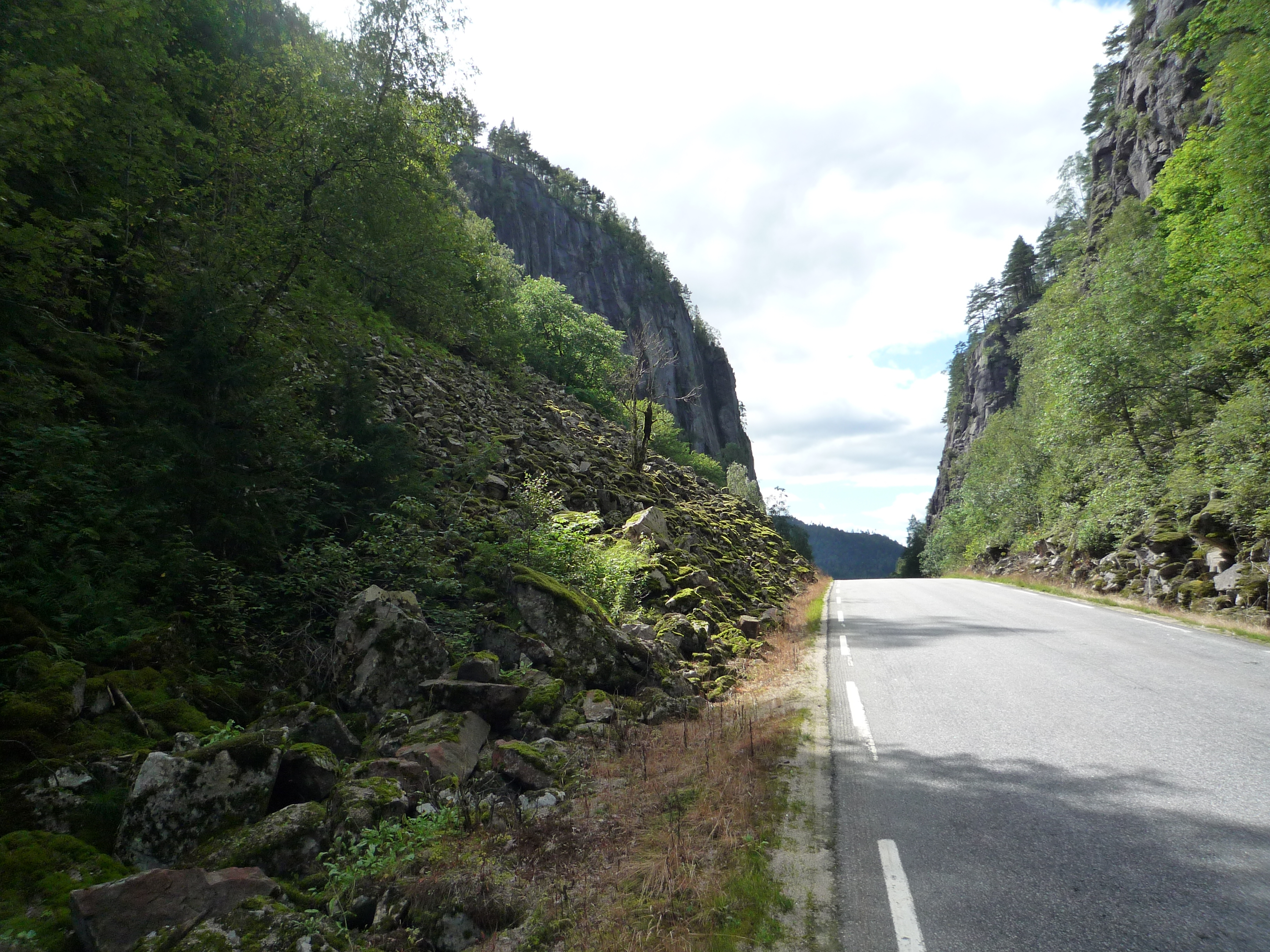
Fylkesväg 42.
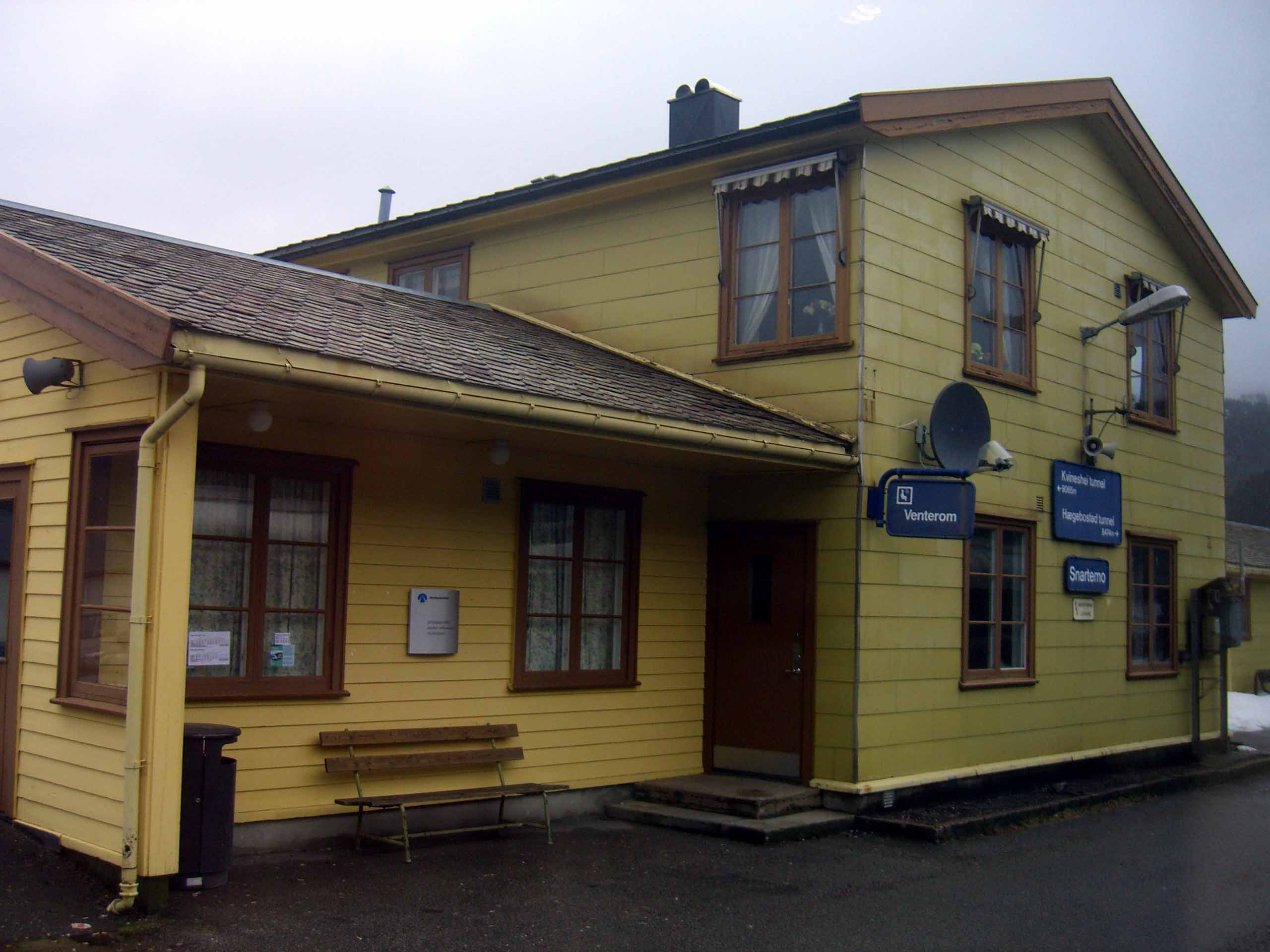
Snartemo station.

## Sevärdheter
Snartemosvärdet är en del av ett fynd från gården Snartemo. Svärdet är från folkvandringstiden och fanns hösten 1933. Richard och Olav Kjellingland höll på att bryta ny åkerjord då man under en stor stenhäll fann ett hålrum. Under stenhällen fanns en grav från tidigt 500-tal med ett svärd, som sedermera blev känt som Snartemosvärdet.
Den här artikeln är helt eller delvis baserad på material från norska Wikipedia (bokmål/riksmål), tidigare version.

## Tätorter
I Hægebostads kommun finns en tätort:
- Skeie

## Socknar
Inom Norska kyrkan är Hægebostads kommun indelad i två socknar:
- Eikens socken
- Hægebostads socken

Socknarna ingår i Lister og Mandals prosteri i Agder og Telemarks stift.